# Sound of the Future
Sound of the Future è la prima raccolta del gruppo musicale francese Rockets, pubblicata in Italia nel 1979 dalla Record Bazaar.

## Descrizione
Pur contenendo solo sei brani, questo disco risulta molto interessante in quanto raccoglie alcune canzoni reperibili unicamente sui mix 12" usciti poco tempo prima nei negozi. Accanto alla "long version" di Future woman (uscita in Italia sia nel loro primo album datato 1977, sia nel relativo mix 12"), troviamo Atomic control (lato B del mix 12" Future woman), Don't be sad e la versione da nove minuti di Space rock (reperibili unicamente nel mix 12" uscito nel 1977), oltre a Fils du ciel e la "single version" di On the Road Again da circa tre minuti e mezzo, reperibile fino a quel momento solo su supporto vinilico a 45 giri e mai inclusa in nessun loro album. Uscì a basso costo su vinile e su cassetta, e oggi risulta ancora alquanto ricercata. La copertina vede i cinque musicisti sul palco, al termine di un concerto pomeridiano dell'autunno del 1978, con i costumi del periodo 1978-79 - inizio 1980.

## Tracce
1. Future Woman (long version) – 5:56
2. Atomic Control – 7:01
3. Fils Du Ciel – 3:08
4. Space Rock (long version) – 8:48
5. Don't Be Sad – 4:07
6. On the Road Again (Single Version) – 3:38

## Formazione
- Christian Le Bartz – voce
- "Little" Gérard L'Her – voce e basso
- Alain Maratrat – chitarra, tastiere e voce
- Alain Groetzinger – batteria e percussioni
- Fabrice Quagliotti – tastiere